# John A. Roebling Suspension Bridge

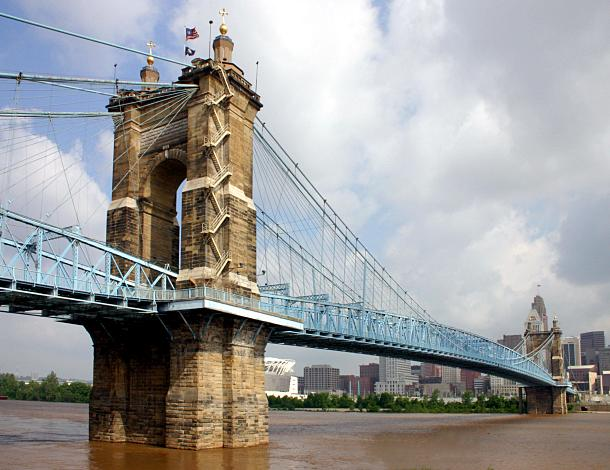
John A. Roebling Suspension Bridge, Blick auf Cincinnati

Die John A. Roebling Suspension Bridge ist eine Hängebrücke, die den Ohio River zwischen Cincinnati, Ohio und Covington, Kentucky überspannt. Als am 1. Dezember 1866 die ersten Fußgänger die Brücke überquerten, war sie mit einer Spannweite von 322 Metern (1057 Fuß) die längste Hängebrücke der Welt. Diesen Titel behielt die Brücke bis zur Eröffnung der Brooklyn Bridge im Jahr 1883. Heute wird die Brücke von zahlreichen Fußgängern genutzt, die von den Sportstadien in Cincinnati (zum Beispiel das Paul Brown Stadium) zu den Hotels und Parkplätzen in Nordkentucky wollen.

## Baugründe
In der Mitte des 19. Jahrhunderts hatte Cincinnati den bedeutendsten Binnenhafen der USA, und der Fährenverkehr hatte derartig zugenommen, dass eine Brücke benötigt wurde. Der Staat Ohio forderte, dass eine Brücke keinesfalls den Schiffsverkehr beeinträchtigen dürfe. 
Eine derartige Brücke war nie zuvor gebaut worden, aber der in Thüringen geborene Ingenieur John Augustus Roebling (der auch die Brooklyn Bridge in New York konzipierte) erstellte einen Entwurf und bekam den Auftrag. Die Bauarbeiten begannen 1856.

## Der Bau
Die Bauarbeiten zogen sich über einen Zeitraum von über zehn Jahren hin, unterbrochen durch Geldknappheit und den Amerikanischen Bürgerkrieg. Während des Krieges bestand für die Stadt eine Angriffsbedrohung. Die Brücke wurde erst nach Ende des Bürgerkrieges im Dezember 1866 fertiggestellt. Die offizielle Eröffnung der Brücke war am 1. Januar 1867. Die Maut betrug 15 Cent für Pferdewagen und 1 Cent für Fußgänger.

## Veränderungen

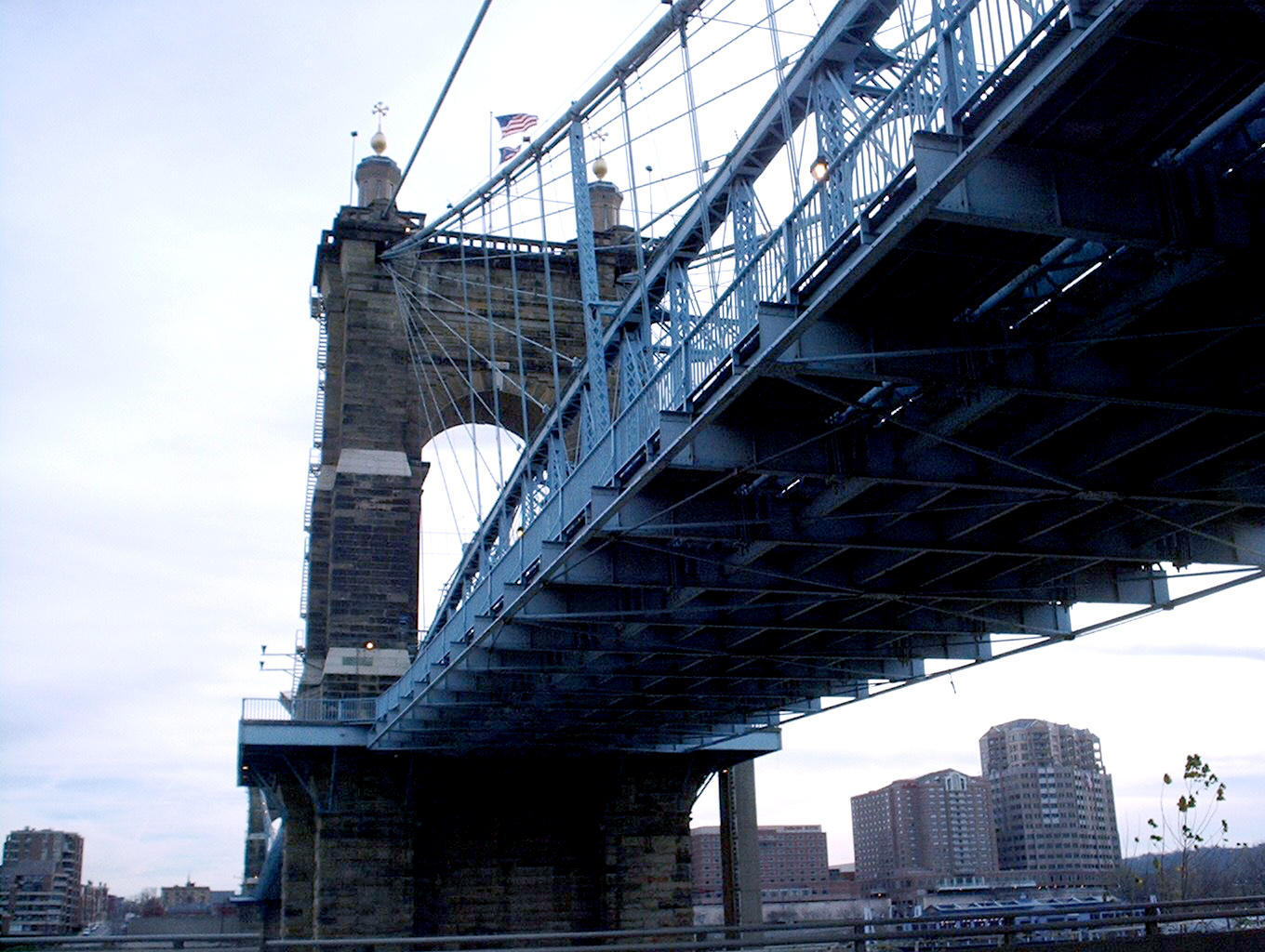
Untersicht der Konstruktion

Ursprünglich wurde die Fahrbahn aufgrund des Geldmangels während des Bürgerkrieges auf einfachstem Niveau gebaut, aber die Brückenpfeiler waren für sehr viel höhere Belastungen ausgelegt. 1896 bekam die Brücke einen blauen Anstrich, sie erhielt einen zweiten Satz Tragkabel sowie eine breitere Fahrbahn. Bis 2007 wurde sie erneut renoviert und in der Folge ihre maximal zulässige Traglast reduziert, so dass sie nicht mehr mit Bussen befahren werden darf.

## Sonstiges
Seit Mai 1975 hat das Bauwerk unter der Bezeichnung Covington and Cincinnati Suspension Bridge den Status einer National Historic Landmark. Die Brücke wurde 1982 von der American Society of Civil Engineers in die List of Historic Civil Engineering Landmarks aufgenommen.